# Nowa Wieś Królewska (Opole)
Nowa Wieś Królewska (niem. Bolko, wcześniej Königlich Neudorf) – jedna z początkowo planowych pięciu, a ostatecznie czterech dzielnic Opola. Stała się nią na mocy uchwały Rady Miasta z dnia 26 lutego 2009 roku. Przez dzielnicę biegną drogi wojewódzkie 423 i 435. Do Nowej Wsi Królewskiej możliwy jest dojazd autobusami miejskimi linii nr 3, 7, 8, 11, 12, 14, 16 i N2.

## Nazwa
W łacińskiej Liber fundationis episcopatus Vratislaviensis (pol. Księga uposażeń biskupstwa wrocławskiego) spisanej za czasów biskupa Henryka z Wierzbna w latach 1295–1305 miejscowość wymieniona jest w zlatynizowanej formie Nova villa.
W alfabetycznym spisie miejscowości na terenie Śląska wydanym w 1830 roku we Wrocławiu przez Johanna Knie wieś występuje pod polską nazwą Nowa wieś Królewska oraz nazwą niemiecką Königlich Neudorf. Topograficzny podręcznik Górnego Śląska z 1865 roku notuje „Der polnische Name ist Nowa Wieś Krolewska, die polnische Sprache die herrschende.”, czyli „Polską nazwą jest Nowa Wieś Królewska, panuje tu polska mowa.”.
W 1930 r. w miejsce nazwy Königlich Neudorf wprowadzono niemiecką nazwę Bolko – według jednej z teorii powodem była chęć usunięcia nawiązania do monarchii (Königlich).

## Historia
Zanim Nowa Wieś Królewska w wyniku procesów urbanizacyjnych stała się dzielnicą Opola była osobną wsią. Najstarsze znane wzmianki o miejscowości, wchodzącej wówczas w skład parafii św. Krzyża w Opolu, pochodzą z 1295 r. W średniowieczu miejscowość występowała pod nazwą Nova Villa i została darowana przez księcia Bolka I opolskiego franciszkanom.
W 1901 r. w miejscowości erygowano parafię, a w latach 1902–1904 wybudowano neogotycki kościół, który w 1905 r. został konsekrowany przez kardynała Georga Koppa.
7 maja 1946 r. nadano miejscowości polską nazwę Nowa Wieś Królewska. W latach 1945–1954 miejscowość była siedzibą gminy Nowa Wieś Królewska. Od 1955 r. jest dzielnicą Opola. W Nowej Wsi Królewskiej zbudowane zostały osiedla: Bolko i Książęce. Budowa osiedla Arcadia Park została wstrzymana w 2009 roku, natomiast w jego miejscu w 2021 ukończono budowę Osiedla Piastowskiego. We wrześniu 2021 ukończono także projekt rewitalizacji Kamionki Piast, znajdującej się w bezpośredni sąsiedztwie Osiedla Piastowskiego. Rewitalizacja obejmowała m.in. stworzenie stacji dla płetwonurków, boiska do gry w piłkę nożną, osobnego parku dla właścicieli czworonogów oraz oświetlenia i parkingu.
Przez kilkadziesiąt lat funkcjonowało tutaj kino „Bolko” przy dzisiejszej ul. Jagiellonów.

### Demografia
Do głosowania podczas plebiscytu uprawnionych było 3271 osób, z czego 2899, ok. 88,6%, stanowili mieszkańcy (w tym 2785, ok. 85,1% całości, mieszkańcy urodzeni w miejscowości). Oddano 3225 głosów (ok. 98,6% uprawnionych), w tym 3215 (ok. 99,7%) ważnych; za Niemcami głosowało 2474 osoby, a za Polską głosowało 741 osób.
W 1933 r. w miejscowości mieszkało 7944 osób, a w 1939 r. – 8351.
Część ludności dzielnicy zajmowała się rolnictwem, pracowała w cementowniach, na kolei.

## Zabytki
Do wojewódzkiego rejestru zabytków wpisane są:
- zespół kościoła parafialnego, neogotycki, pl. Kościelny 2 a
  - kościół pw. MB Nieustającej Pomocy, zbudowany w latach 1902–1904 pod kierownictwem Ludwiga Schneidera[14]
  - cmentarz kościelny z 1919 r., z kilkusetletnią aleją lipową
  - plebania, z l. 1903-04
  - budynek gospodarczy, z l. 1903-04
  - ogród plebański, z ćw. XX r.
  - ogrodzenie, murowano-metalowe, z 1927 r.
- cmentarz komunalny, ul. Zielona, z l. 1901-1902
  - kaplica
  - ogrodzenie
- szkoła parafialna, pl. Kościelny, z 1899 r., dzisiaj mieści się tutaj Hospicjum „Betania”

inne zabytki:
- cmentarz żydowski, przy ul. Granicznej
- cmentarz choleryczny – przy zbiegu ul. św. Jacka i Granicznej[15].

## Ludzie związani z Nową Wsią Królewską
- Józef Szmechta ur. w Nowej Wsi Królewskiej – komendant śląskiego okręgu AK[16]